# 왕효린
왕효린(王孝隣, ?~?)은 백제의 관료이다.
좌평의 직책에 올랐으며, 607년에 백제의 좌평으로서 수나라에 사신으로 찾아가 수나라에게 고구려를 공격할 것을 요청하였다.